# Pascal Reinhardt
Pascal Reinhardt (Horb, 1992. szeptember 11. –) német labdarúgó, az FSV Mainz 05 II csatára.